# Контубоел
12°22′ пн. ш. 14°34′ зх. д. / 12.367° пн. ш. 14.567° зх. д.
Контубоел — один з 6 секторів округу Бафата Гвінеї-Бісау. Населення — 46 064 осіб